# Midway (Texas)
Midway és una població dels Estats Units a l'estat de Texas. Segons el cens del 2000 tenia 288 habitants.

## Demografia
Segons el cens del 2000, Midway tenia 288 habitants, 120 habitatges, i 86 famílies. La densitat de població era de 69,5 habitants/km².
Dels 120 habitatges en un 29,2% hi vivien nens de menys de 18 anys, en un 52,5% hi vivien parelles casades, en un 13,3% dones solteres, i en un 28,3% no eren unitats familiars. En el 25% dels habitatges hi vivien persones soles el 14,2% de les quals corresponia a persones de 65 anys o més que vivien soles. El nombre mitjà de persones vivint en cada habitatge era de 2,4 i el nombre mitjà de persones que vivien en cada família era de 2,83.
Per edats la població es repartia de la següent manera: un 24% tenia menys de 18 anys, un 10,8% entre 18 i 24, un 23,6% entre 25 i 44, un 22,2% de 45 a 60 i un 19,4% 65 anys o més.
L'edat mediana era de 39 anys. Per cada 100 dones de 18 o més anys hi havia 79,5 homes.
La renda mediana per habitatge era de 36.875 $ i la renda mediana per família de 39.167 $. Els homes tenien una renda mediana de 24.145 $ mentre que les dones 24.375 $. La renda per capita de la població era de 17.824 $. Aproximadament el 6,8% de les famílies i el 8,5% de la població estaven per davall del llindar de pobresa.

## Poblacions més properes
El següent diagrama mostra les poblacions més properes.